# Centralny Rejestr Beneficjentów Rzeczywistych
Centralny Rejestr Beneficjentów Rzeczywistych (CRBR) – wprowadzony nowelizacją do ustawy z dnia 1 marca 2018 r. o przeciwdziałaniu praniu pieniędzy oraz finansowaniu terroryzmu (Dz.U. z 2025 r. poz. 644) ogólnopolski, nieodpłatny, publiczny rejestr beneficjentów rzeczywistych.
CRBR ruszył od 13 października 2019 r. dla podmiotów założonych po tej dacie, a od 13 kwietnia 2020 r. obowiązywać będzie dla wszystkich podmiotów.
W CRBR udostępnione zostały następujące dane beneficjentów rzeczywistych:
- imię i nazwisko,
- numer PESEL,
- państwo zamieszkania,
- wielkość i charakter udziału lub przysługujących uprawnień.

Wyszukiwanie beneficjentów rzeczywistych w CRBR może nastąpić poprzez numer NIP (w przypadku spółek), numer PESEL beneficjenta rzeczywistego lub za pomocą imienia i nazwiska oraz daty urodzenia beneficjenta rzeczywistego.
Zgłoszenie beneficjenta rzeczywistego do CRBR powinno nastąpić w terminie 7 dni od dnia wpisu podmiotu do Krajowego Rejestru Sądowego. Za brak zgłoszenia w terminie przewidziana została sankcja w wysokości do 1 000 000 zł.